# 定公 (邾)
定公（ていこう、? - 紀元前573年）は、春秋時代の邾の君主。姓は曹、諱は玃且。

## 生涯
邾の文公と斉姜のあいだの子として生まれた。紀元前615年5月、文公が死去すると、翌年に定公は即位した。紀元前591年、鄫の国君を殺した。紀元前589年、楚の子重（公子嬰斉）の取りしきる蜀の会盟に人を派遣した。紀元前578年、晋・斉・魯・宋などの連合軍に人を送って秦を攻撃させた。紀元前576年、晋の厲公を盟主とする戚の会合に人を派遣した。紀元前575年、晋の厲公を盟主とする沙随の会盟に人を派遣した。紀元前573年、定公は死去した。